# ما ونگ
ما ونگ (انگلیسی: Ma Wenge؛ زادهٔ ۲۷ مارس ۱۹۶۸) یک بازیکن تنیس روی میز اهل جمهوری خلق چین است. 
وی در مسابقات کشوری و بین‌المللی در مجموع برنده ۶ مدال طلا، ۶ مدال نقره، ۴ مدال برنز شده‌است.